# Abutilon
Abutilon es un gran género  de plantas con flores perteneciente a la familia Malvaceae. Comprende 576 especies descritas y de estas, solo 220 aceptadas.

## Descripción
El género  plantas anuales, perennes de arbustos y pequeños árboles que aan 1-10 metros de altura y se encuentran en las regiones tropicales y subtropicales de todos los continentes. Las hojas son alternas, enteras o palmeadas de 3 a 4 lóbulos. Las flores con cinco pétalos son de color rojo, rosa, amarillo o blanco.

## Ecología
Especies de Abutilon son el alimento de las larvas de algunas especies de lepidópteros, incluyendo Pyrgus sidae (que come solo de  A. avicennae) y Chionodes mariona.También atrae a los colibríes.

## Taxonomía
El género fue descrito por Philip Miller y publicado en The Gardeners Dictionary...Abridged...fourth edition, en 1754. La especie tipo es Abutilon theophrasti Medik.
Etimología
- abutilon: nombre genérico que podría derivar del árabe abu tilun,  nombre de la "malva índica".[5]

## Especies seleccionadas
| - Abutilon albescens - Abutilon auritum - Abutilon bedfordianum - Abutilon berlandieri - Abutilon californicum - Abutilon darwinii - Abutilon eremitopetalum - Abutilon fruticosum - Abutilon grandifolium - Abutilon hirtum - Abutilon hulseanum. - Abutilon hyoleucum - Abutilon incanum - Abutilon indicum - Abutilon insigne - Abutilon leonardii - Abutilon malacum - Abutilon megapotamicum - Abutilon menziesii - Abutilon mollicomum - Abutilon mollissimum | - Abutilon niveum. - Abutilon ochsenii. - Abutilon palmeri - Abutilon pannosum - Abutilon parishii - Abutilon parvulum - Abutilon permolle - Abutilon pictum - Abutilon purpurascens - Abutilon reventum - Abutilon sachetianum - Abutilon sandwicense - Abutilon theophrasti - Abutilon thurberi - Abutilon thyrsodendron - Abutilon trisulcatum - Abutilon venosum - Abutilon virginianum - Abutilon vitifolium - Abutilon wrightii |

Híbridos

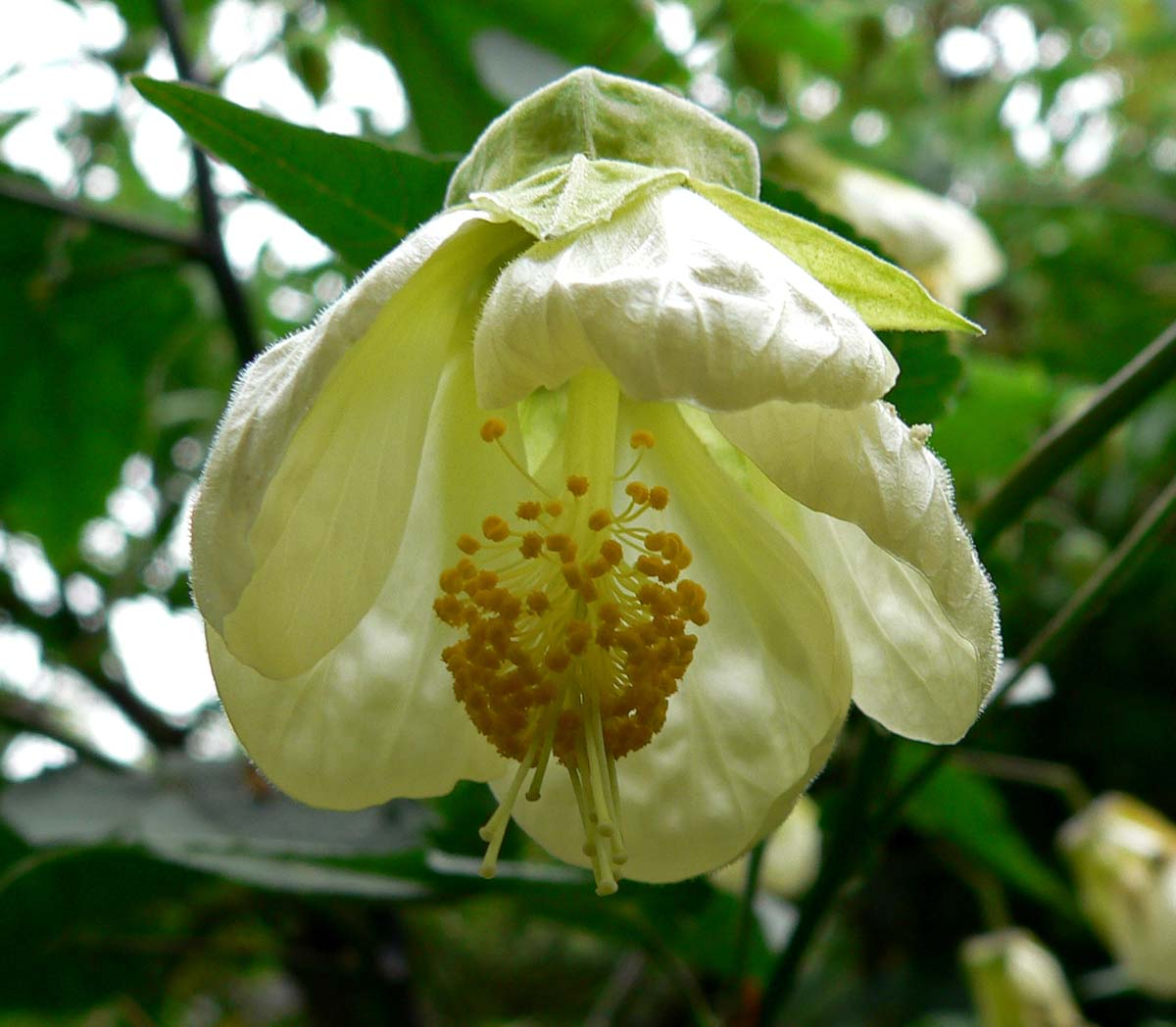
Abutilon cv. Patricia.

- Abutilon x hybridum ("linterna china")
- Abutilon x milleri (A. megapotamicum × A. pictum).
- Abutilon x suntense (A. ochsenii × A. vitifolium).